# نظام روما الأساسي للمحكمة الجنائية الدولية
تم اعتماد “نظام روما الأساسي” في 17 من يوليو/تموز 1998، خلال مؤتمر الأمم المتحدة الدبلوماسي للمفوضين المعني بإنشاء محكمة جنائية دولية، والذي عُقد في روما. وقد بدأت منظمة العفو الدولية متابعة عملية صياغة “نظام روما الأساسي” في عام 1993، عندما كانت اللجنة القانونية الدولية تعكف على مسودة الصياغة. وقُدمت المسودة إلى الجمعية العامة للأمم المتحدة عام 1994. بعد ذلك، تابعت المنظمة جهودها وقدمت إسهامات خلال العملية السياسية لمراجعة مسودة اللجنة القانونية الدولية، وهي العملية التي تولتها لجنة خاصة معنية بإنشاء محكمة جنائية دولية، شكلتها الجمعية العامة للأمم المتحدة، وعقدت اجتماعين في عام 1995 ، واستمر العمل من خلال “اللجنة التحضيرية المعنية بإنشاء المحكمة الجنائية الدولية”، التي عقدت ستة اجتماعات خلال الفترة من عام 1996 إلى عام 1998.